# Vuktyl (fiume)
Il Vuktyl (in russo Вуктыл?) è un fiume che scorre nella Repubblica dei Komi, in Russia. Esso è un affluente di destra del fiume Pečora.
Nasce alle pendici del versante occidentale degli Urali settentrionali e scorre in direzione settentrionale ricevendo quasi tutti i suoi affluenti dalla destra idrografica. Tra questi l'affluente maggiore è lo Jugydvož (lungo 87 km). Sfocia nella Pečora a 1 110 km dalla foce, a est della cittadina di Vuktyl. Il fiume ha una lunghezza di 128 km; l'area del suo bacino è di 2 170 km².